# Vedma
Vedma (ryska: Ведьма) är ett vattendrag i Belarus.   Det ligger i voblasten Brests voblast, i den centrala delen av landet, 130 km sydväst om huvudstaden Minsk.
I omgivningarna runt Vedma växer i huvudsak blandskog. Runt Vedma är det ganska glesbefolkat, med 26 invånare per kvadratkilometer.